# 1930 en Colombie-Britannique
Chronologie de la Colombie-Britannique
- 1926
- 1927
- 1928
- 1929
- 1930
- 1931
- 1932
- 1933
- 1934

Cette page concerne des événements qui se sont produits durant l'année 1930 dans la province canadienne de Colombie-Britannique.

## Politique
- Premier ministre : Simon Fraser Tolmie.
- Chef de l'Opposition :  Thomas Dufferin Pattullo du Parti Libéral
- Lieutenant-gouverneur : Robert Randolph Bruce
- Législature :

## Naissances
- 2 octobre : Dave Barrett, premier ministre de la Colombie-Britannique.

## Décès
- 21 novembre : Jean-Marie Le Jeune, auteur et prêtre.